# Blueblue
Blueblue ist ein Jazzalbum von Sam Gendel. Die um 2021/22 entstandenen Aufnahmen erschienen am 14. Oktober 2022 auf Leaving Records.

## Hintergrund
Seit einigen Jahren hatte sich Sam Gendel hauptsächlich auf seine Solo-Produktionen konzentriert und seine „Soundwelt um sanfte Hip-Hop-Beats und seine psychedelische, Jon Hassell-geschuldete Herangehensweise an das Saxophon aufgebaut“, notierte Sam Goldner. Auf Blueblue kehrte Gendel wieder zur Gitarre als seinem Hauptinstrument zurück. Entstanden aus einer Zusammenarbeit mit einem japanischen Bekleidungsunternehmen, das mit traditioneller Sashiko-Stickerei arbeitet, ist jeder Titel von Blueblue in Kanji nach einem anderen Stichmuster innerhalb dieses Stils betitelt. Die traditionellen Sashiko-Stücke zeichnen sich durch ihre Palimpseste aus blauen Farbverläufen und den hellen Kontrast der weißen Stickereien aus. Abgesehen von Craig Weinribs nachträglich hinzugefügten Beiträgen auf dem Schlagzeug hat Gendel alle Instrumente auf Blueblue selbst gespielt.

## Titelliste
- Sam Gendel: Blueblue (Leaving Records)

1. Tate-jima (縦縞, vertical stripes) 2:39
2. Tate-waku (竪沸く, rising steam) 5:14
3. Hishi-igeta (菱井桁, parallel diamonds or crossed cords) 2:37
4. Shippō (七宝, seven treasures of the Buddha) 3:46
5. Toridasuki (鳥襷, interlaced circles of two birds) 3:02
6. Fundō (分銅, counterweights) 7:02
7. Kōshi (格子, checks) 3:46
8. Amime (網目, fishing nets) 5:16
9. Uroko (鱗, fish scales) 2:54
10. Hishi-moyō (菱模様, diamonds) 3:46
11. Kagome (籠目, woven bamboo) 03:36
12. Nakamura kōshi (中村格子, plaid design of the Nakamura family) 1:15
13. Yarai (矢来, bamboo fence) 2:20
14. Yoko-jima (横縞, horizontal stripes) 04:43

Die Kompositionen stammen von Sam Gendel.

## Rezeption

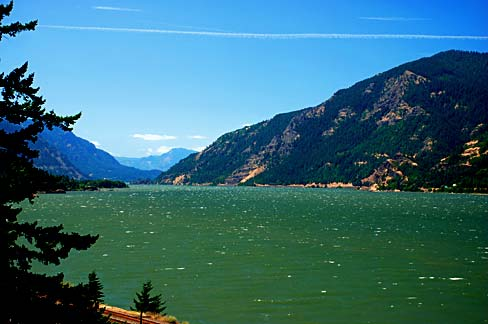
Blick auf den Columbia River im Hood River County, Oregon

Sam Goldner schrieb in Pitchfork Media, Gendels Album Blueblue profitiere von seiner Präzision: Seine 14 Tracks seien prägnante, sich windende Kreationen, die sich oft nur um ein paar verirrte Elemente drehen, die einander berühren, um einen unverwechselbaren, einheitlichen Sound zu bilden. Aufgenommen in einer Hütte in Oregon mit Blick auf den Columbia River, ebbe Blueblue hin und her wie ein Gewässer. Wo Gendel auf früheren Alben seine verschnörkelten Saxophonlinien oft an so viele atonale Stellen wie möglich geschoben habe, ohne die Stimmung völlig zu zerstören, sei sein Gitarrenspiel hier mit seinem sanft melancholischen Zupfen beruhigend, sogar einladend. In gewisser Weise spiele Blueblue auf Jazz-Platten wie Judgment! (1964) von Andrew Hill oder Undercurrent (1963) von Bill Evans und Jim Hall an, die ungebunden herumwirbeln, als würden sie nach einem Ort zum Ausruhen suchen. Diese Alben würden bis heute bestehen, nicht nur wegen ihrer Experimentierfreudigkeit, sondern auch wegen der Emotionen, die ihre Schöpfer nur mit ihren Instrumenten und ihrem Witz ausdrücken konnten. Mit Blueblue klinge Gendel so, als würde er endlich lernen, sich von Gefühlen leiten zu lassen.
Noah Sparkes (Treble) zählte Blueblue zu den besten Alben des Jahres; auf dem Album führe Multi-Instrumentalist Sam Gendel so etwas wie ein nervöses Flüstern auf dem Saxophon ein, gespielt mit zerbrechlicher Sensibilität und aufgenommen mit der Anmutung eines alten Tonbandgeräts. Mit sanft gezupfter Akustikgitarre als beständigem Hintergrund und der gelegentlichen Einbeziehung von gebürsteter Schlagzeugarbeit erkunde Gendel die enormen Möglichkeiten von Textur und Ton. In Anbetracht der typisch herausragenden melodischen Rolle des Saxophons sei Gendels Spiel faszinierend weit hinten in der Mischung platziert und bewohne einen ruhigen, introspektiven Raum. Dies sei eine Form des Jazz, der schüchtern, melancholisch und wunderschön gedämpft klinge.